# Ministerstvo energetiky Spojených států amerických

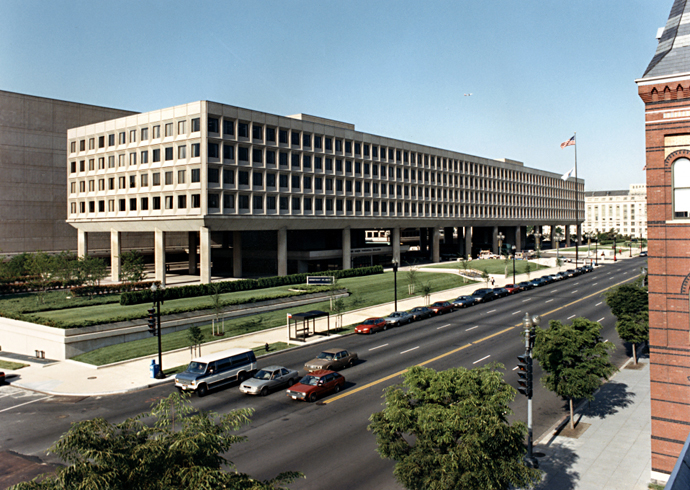
Ministerstvo energetiky ve Washingtonu, D. C.

Ministerstvo energetiky (anglicky: United States Department of Energy, DOE) je ministerstvo federální vlády ve Spojených státech, zodpovědné za energetickou politiku Spojených států a jadernou bezpečnost.
Jeho povinnosti zahrnují státní program jaderných zbraní, výrobu jaderných reaktorů pro americké námořnictvo, hospodaření s energií, výzkum související s energií, nakládání s radioaktivním odpadem a domácí energetickou produkci. DOE také sponzoruje základní a aplikovaný vědecký výzkum nejvíce ze všech státních orgánů USA; většina toho je financována prostřednictvím sítě státních laboratoří ministerstva energetiky.

## Seznam ministrů
| #  | Jméno                | Období            | Období            | Prezident         |
| #  | Jméno                | Od                | Do                | Prezident         |
| -- | -------------------- | ----------------- | ----------------- | ----------------- |
| 1  | James R. Schlesinger | 6. srpna 1977     | 23. srpna 1979    | Jimmy Carter      |
| 2  | Charles W. Duncan    | 24. srpna 1979    | 20. ledna 1981    | Jimmy Carter      |
| 3  | James B. Edwards     | 23. ledna 1981    | 5. listopadu 1982 | Ronald Reagan     |
| 4  | Donald Paul Hodel    | 5. listopadu 1982 | 7. února 1985     | Ronald Reagan     |
| 5  | John S. Herrington   | 7. února 1985     | 20. ledna 1989    | Ronald Reagan     |
| 6  | James D. Watkins     | 1. března 1989    | 20. ledna 1993    | George H. W. Bush |
| 7  | Hazel R. O'Learyová  | 22. ledna 1993    | 20. ledna 1997    | Bill Clinton      |
| 8  | Federico F. Peña     | 12. března 1997   | 30. června 1998   | Bill Clinton      |
| 9  | Bill Richardson      | 18. srpna 1998    | 20. ledna 2001    | Bill Clinton      |
| 10 | Spencer Abraham      | 20. ledna 2001    | 31. ledna 2005    | George W. Bush    |
| 11 | Samuel W. Bodman     | 1. února 2005     | 20. ledna 2009    | George W. Bush    |
| 12 | Steven Chu           | 21. ledna 2009    | 22. dubna 2013    | Barack Obama      |
| 13 | Ernest Moniz         | 16. května 2013   | 20. ledna 2017    | Barack Obama      |
| 14 | Rick Perry           | 2. března 2017    | 1. prosince 2019  | Donald Trump      |
| 15 | Dan Brouillette      | 4. prosince 2019  | 20. ledna 2021    | Donald Trump      |
| 16 | Jennifer Granholmová | 25. února 2021    | 20. ledna 2025    | Joe Biden         |
| 17 | Chris Wright         | 4. února 2025     | úřadující         | Donald Trump      |